# Джильга
Джильга (в верховье Сразавар, Гардез и Зурмат, в среднем течении Сардехруд, Сардехджильга) — река в юго-восточной части Афганистана, протекающая по территории провинций Пактия, Пактика и Газни. Левый и самый крупный приток реки Газни.

## Характеристики
Общая длина реки составляет 152 км, по прямой — 130 км, коэффициент извилистости — 1,17 %, сумма длин русловых образований 382 км. Площадь водосборного бассейна — 5030 км². Высота истока — 3300 м, устья — 2042 м, средний уклон — 0,83 %.

## Течение
Берёт начало выше гидрологического поста в Мечалгу на южном склоне хребта Сафедкох под названием Сразавар. Выйдя в долину меняет название на Гардез и протекает через одноимённый город.
С помощью СССР осуществлено строительство Сардехбандского водохранилища, завершённое и сданное в эксплуатацию в 1967 году.